# Olympische Jugend-Sommerspiele 2010/Teilnehmer (Amerikanische Jungferninseln)
| Gelbes Symbol für Goldmedaillen mit stilisierten Olympischen Ringen | Graues Symbol für Silbermedaillen mit stilisierten Olympischen Ringen | Braundes Symbol für Bronzemedaillen mit stilisierten Olympischen Ringen |
| ------------------------------------------------------------------- | --------------------------------------------------------------------- | ----------------------------------------------------------------------- |
| 1                                                                   | —                                                                     | —                                                                       |

Die Jugend-Olympiamannschaft der Amerikanischen Jungferninseln für die I. Olympischen Jugend-Sommerspiele vom 14. bis 26. August 2010 in Singapur bestand aus acht Athleten. Der Segler Ian Barrows trug die Fahne bei der Eröffnungsfeier und gewann auch die einzige Medaille für sein Land.

## Athleten nach Sportarten

### Basketball
Jungen
- 16. Platz
- Kadeem Jones
- Rasheed Swanston
- Amadius der-Weer
- Javier Martinez

### Leichtathletik
Jungen
- David Walters
400 m: 23. Platz

### Schwimmen
Mädchen
- Brigitte Rasmussen
50 m Brust: 19. Platz (Vorlauf)
100 m Brust: 29. Platz (Vorlauf)

### Segeln
| Mädchen - Catherine Diaz Byte CII: 21. Platz | Jungen - Ian Barrows Byte CII: Gold |